# Otto Strandman
Otto August Strandman (30. listopadu 1875 Vandu – 5. února 1941 Kadrina) byl estonský politik. Ve dvou obdobích byl premiérem Estonska, šest měsíců v roce 1919 a v letech 1929–1931 (ve druhém případě se funkce nazývala staršina a spojovala v sobě i post hlavy státu). Působil také jako ministr zemědělství (1918–1919), ministr spravedlnosti (1918; 1920–1921), ministr financí (1924), ministr zahraničních věcí (1918, 1920–1921 a 1924) a ministr války (1919). V roce 1921 byl předsedou parlamentu, již v letech 1917–1918 předsedal revolučnímu parlamentnímu shromáždění (Maapäev), které nakonec vyhlásilo nezávislost Estonska. Všechny tyto posty zastával jako představitel Estonské strany práce (Eesti Tööerakond), která se pak v roce 1932 sloučila s různými lidoveckými stranami do Estonské strany středu (Rahvuslik Keskerakond). Byl také estonským velvyslancem ve Varšavě (1927–1929) a v Paříži (1933–1939). Ve Varšavě pokrýval i diplomatické vztahy s Československem a Rumunskem, kde Estonsko nemělo přímé zastoupení. Podobně v Paříži později pokrýval i vztahy s Belgií, Španělskem a Vatikánem.

## Život
Vystudoval práva na Tartuské a Petrohradské univerzitě, absolvoval roku 1903. Po revoluci v roce 1905, během níž ještě zastával radikálně socialistické postoje (později se posunul k levému středu), působil v exilu, zejm. ve Švýcarsku. Do Estonska se směl vrátit v roce 1909. Během německé okupace v roce 1918 byl vězněn. Jako ministr zahraničních věcí navázal v roce 1920 diplomatické vztahy mezi Estonskem a sovětským Ruskem, čímž se Estonsko stalo jednou z prvních zemí, které tak učinily. Jako ministr financí zkrotil poválečnou inflaci. Byl to on, kdo prosadil název nové měny "koruna", a to podle skandinávského vzoru. Jako premiér během prvního mandátu podporoval budování ekonomiky založené na zemědělství spíše než na průmyslu a vzorovou zemí mu v tom bylo Dánsko. Měl zásadní podíl na průlomové pozemkové reformě (která měla, podobně jako v Československu, i nacionální aspekt, neboť vyvlastňovala půdu zejména německým majitelům). Byl v této věci považován za radikála. Během druhého mandátu v roce 1930 navštívil Polsko, kde navrhl vytvoření pobaltsko-polské aliance, avšak nenašel u Poláků dobrou odezvu. Na zpáteční cestě navštívil Vilnius, který byl v té době pod polskou kontrolou. Tím načas zhoršil vztahy mezi Estonskem a Litvou. V roce 1938 se stal soudcem Stálého dvora mezinárodní spravedlnosti v Haagu. Roku 1939 se kvůli špatnému zdraví vrátil do Estonska a stáhl se z veřejného života. Poté, co Sovětský svaz okupoval Estonsko, spáchal Strandman sebevraždu, a to ihned poté, co byl předvolán do místního ústředí NKVD. Byl pohřben na tallinnském hřbitově Siselinna.